# Hesperozygis
Hesperozygis, biljni rod iz porodice usnača smješten u podtribus Clinopodiinae, dio tribusa Saturejeae, potporodica Nepetoideae.
Sastoji se od 7 priznatih vrsta endemičnih za jugoistočni Brazil. Tipična je Hesperozygis myrtoides.

## Etimologija
Ime roda Hesperozygis potječe od grčke riječi "hesperos", što znači "večer" i "zygis", što znači "spajanje" ili "jaram", što se vjerojatno odnosi na cvjetove biljke koji kasno cvjetaju ili na njen noćni miris.

## Opis
Polugrmovi i grmovi 

## Vrste
1. Hesperozygis dimidiata Epling & Mathias
2. Hesperozygis kleinii Epling & Játiva
3. Hesperozygis myrtoides (A.St.-Hil. ex Benth.) Epling
4. Hesperozygis nitida (Benth.) Epling
5. Hesperozygis rhododon Epling
6. Hesperozygis ringens (Benth.) Epling
7. Hesperozygis spathulata Epling